# Hubert Prolongeau
Pour les articles homonymes, voir Prolongeau.
Hubert Prolongeau, né le 27 janvier 1962 à Bordeaux, est un journaliste, écrivain, essayiste et auteur français de romans policiers.

## Biographie
Il fait des études de droit, puis s'inscrit au Centre de formation des journalistes de Paris et obtient son diplôme en 1985.  Attaché de l’Ambassade de France en Égypte de 1985 à 1987, il est ensuite journaliste à la radio Médi 1 de Tanger, au Maroc. Il s’installe définitivement à Paris à la fin des années 1980. Il signe alors des critiques de cinéma pour Télérama et des critiques littéraires pour Elle et Le Journal du dimanche, tout en collaborant à divers journaux, dont Le Monde, Le Monde diplomatique, Libération et plus récemment Le Magazine littéraire. Ses grands reportages pour Le Nouvel Observateur établissent sa réputation, certains étant ultérieurement publiés en volumes, notamment Sans domicile fixe (1997) qui traite des conditions de vie des SDF parisiens avec lesquels l’auteur vit quatre mois, et La Cage aux fous sur la vie quotidienne dans un hôpital psychiatrique de Paris où le journaliste se fait interner pour mieux en observer la misère et les dysfonctionnements.
Il aborde le roman policier en 1998 avec La Colombe blanche, où un jeune étudiant français en droit est à la recherche de son père à Tanger. La même année, il amorce une trilogie policière historique mettant en scène Denis Diderot et d’Alembert, tous deux mêlés à diverses affaires criminelles à l’époque où certains individus influents et malintentionnés tentent de faire avorter le projet de l’Encyclopédie.

## Œuvre

### Romans policiers

#### SérieDiderot et d’Alembert
- L’Œil de Diderot, Paris, Librairie des Champs-Élysées, coll. « Labyrinthes » no 29, 1998 ; réédition, Paris, Éditions du Masque, coll. « Labyrinthes » no 188, 2010
- Le Cauchemar de d’Alembert, Paris, Librairie des Champs-Élysées, coll. « Labyrinthes » no 43, 1998 ; réédition, Paris, Éditions du Masque, coll. « Labyrinthes » no 199, 2012
- La Nièce de Rameau, Paris, Librairie des Champs-Élysées, coll. « Labyrinthes » no 62, 1999

#### SérieSébastien Cronberg
- L’Assassin de Bonaparte, Paris, Éditions du Masque, coll. « Grands Formats », 2001 ; réédition, Paris, LGF, Le Livre de poche ; réédition, Paris, Éditions J'ai lu
- Bonaparte et le mort du Diwan, Paris, Éditions J'ai lu, 2014
- Bonaparte et la machine infernale, Paris, Éditions J'ai lu, 2016

#### Autres romans policiers
- La Colombe blanche, Paris, Librairie des Champs-Élysées, Le Masque no 2374, 1998
- Leila, la nuit, Paris, Éditions du Masque, coll. « Grands Formats », 2003
- Les papillons n’ont pas de mémoire, Paris, Belfond, 2007
- Méfaits divers, Paris, Payot & Rivages, coll. « Rivages/Noir » no 910, 2013

### Romans
- Le Baiser de Judas, Paris, Grasset, 2004 ; réédition, Paris, LGF, Le Livre de poche no 30690, 2006
- Américain, Américain, Paris, Flammarion, 2008 ; réédition, Paris, J’ai lu no 9218, 2010

### Recueil de nouvelles
- La Mort de l’amie, Paris, Stock, 2005

### Essais et reportages
- La Vie quotidienne en Colombie au temps du cartel de Medellin, Paris, Hachette coll. « La Vie quotidienne », 1992 [1]
- Sans domicile fixe, Paris, Hachette, 1993 ; réédition, Paris, Hachette, coll. « Pluriel » no 878, 1997
- Une mort africaine : le Sida au quotidien, Paris, Seuil, 1995
- Lourdes, sa vie, ses œuvres, Paris, Hachette, coll. « Littératures », 1997
- Le Curé de Nazareth : Emile Shoufani, Paris, Albin Michel, 1999 [2] ; réédition, Paris, Albin Michel, coll. « Espaces libre » no 125, 2002
- Partis sans laisser d’adresse, Paris, Seuil, 1995 ; réédition, Paris, J’ai lu no 6795, 2003
- La Cage aux fous, Paris, Librio no 510, 2002
- Comme un veilleur attend la paix, Paris, Albin Michel, 2002
- Doubles Faces, Paris, Belfond, 2005
- Victoire sur l’excision : Pierre Foldes, le chirurgien qui redonne l’espoir aux femmes mutilées, Paris, Albin Michel, 2006
- Exclus : Moscou, Dakar, Alger, Lima (Le Samu social international), Paris, Albin Michel, 2008 [3]
- Amazonie, une mort programmée ?, Paris, Arthaud, 2009 [4]
- Travailler à en mourir. Quand le monde de l’entreprise mène au suicide (en collaboration avec Paul Moreira), Paris, Flammarion, 2009 [5],[6]
- Les 100 Livres les plus drôles, Paris, Librio no 959, 2010
- Machiavel, Paris, Gallimard, coll. « Folio Biographies » no 66, 2010
- Ils travaillent au noir, Paris, Robert Laffont, 2013 [7]
- Bordeaux, au-delà des Chartrons, Nevicata, 2015.
- Couvrez ce sein...la nudité dans tous ses états, Paris, Robert Laffont, 2017 [8].
- Mon Année en Zemmourie. Tome 1 : L'enfance d'un chef, Paris, Flammarion, 2022.
- Mon Année en Zemmourie. Tome 2 : Éric le cathodique, Paris Flammarion, 2022.
- Mon Année en Zemmourie. Tome 3 : Femmes : mode d'emploi, Paris, Flammarion, 2022.
- Mon Année en Zemmourie. Tome 4 : Une haine française, Paris, Flammarion, 2022.

### Bande dessinée
- Cagliostro (scénario avec Arnaud Delalande), dessin d'Alessio Lapo, couleurs d'Ikes, Delcourt, coll. « Histoire & Histoires »

1. Pacte avec le Diable, 2013  (ISBN 978-2-7560-3289-4)
2. La Cérémonie de l'ombre, 2016  (ISBN 978-2-7560-4988-5)

- La jeunesse de Staline (scénario avec Arnaud Delalande), dessin et couleurs d'Éric Liberge, éd. Les Arènes

1. Sosso, 2017  (ISBN 978-2-352-04592-2)[9]
2. Koba, 2017  (ISBN 978-2-352-04669-1)

- Le travail m'a tué (scénario avec Arnaud Delalande), dessin de Grégory Mardon, Futuropolis, 2019  (ISBN 978-2-7548-2468-2)[10]